# At Fillmore East
《At Fillmore East》는 미국의 록 밴드 올맨 브라더스 밴드의 첫 라이브 음반이며, 이들의 전체 발매는 세 번째다. 톰 다우드가 프로듀싱한 이 음반은 1971년 7월 6일, 미국에서 카프리콘 레코드에 의해 발매되었다. 제목에서 알 수 있듯이, 이 녹음은 콘서트 프로모터 빌 그레이엄이 운영하는 뉴욕시 음악 공연장 필모어 이스트에서 이루어졌다. 1971년 3월, 3박 3일 동안 녹음되었으며, 밴드가 〈Whipping Post〉, 〈You Don't Love Me〉, 〈In Memory of Elizabeth Reed〉와 같은 노래의 확장된 잼 버전을 공연하는 것이 특징이다. 처음 상업적으로 출시되었을 때 바이닐 4면에 7곡만 수록된 더블 LP로 발행되었다.
《At Fillmore East》는 이 밴드의 예술적이고 상업적인 돌파구였고, 일부 비평가들에 의해 록 음악에서 가장 위대한 라이브 음반 중 하나로 여겨져 왔다. 또한 아티스트별 전체 음반 중 최고에 랭크되었으며, 계속해서 밴드 카탈로그에서 1위를 차지하며 그들의 첫 번째 플래티넘 음반이 되었다. 2004년, 이 음반은 내셔널 레코딩 레지스트리에 의해 "문화적으로, 역사적으로 또는 미적으로 중요하다"고 여겨져 미국 의회도서관의 보존 대상으로 선정되었다.

## 배경
두 번째 음반인 《Idlewild South》 (1970년)의 녹음을 마친 직후, 밴드의 리더인 듀안 올맨은 기타리스트 에릭 클랩튼으로부터 그의 새로운 프로젝트인 데릭 앤 더 도미노스에 기여하기 위해 연락을 받았다. 올맨은 밴드 크림과의 작업에 엄청난 팬이었고, 마찬가지로 클랩튼도 몇 년 전 윌슨 피켓의 〈Hey Jude〉에서 올맨의 세션 작업을 즐겼다. 그들은 마이애미에서 하룻밤의 쇼가 끝난 후 만났고 다음 날 오후까지 함께 잼 세션을 가졌고, 두 기타리스트는 서로를 "즉각적인 소울메이트"로 여겼다.  클랩튼은 듀안을 데릭 앤 더 도미노스에 합류시키기 위해 초청했고, 밴드 전기 작가 앨런 폴에 따르면, 결국 그는 거절했고 올맨 브라더스 밴드에 다시 합류했으며, 몇 번의 공연을 놓치고 돌아왔다. 이 세션들은 11월에 발매된 음반 《Layla and Other Assorted Love Songs》에서 수집되었다.
그 사이, 《Idlewild South》는 아직 상업적으로 큰 성공을 거두지 못했지만, 라이브 공연으로 인해 밴드의 인기와 명성은 높아지기 시작했다. 이 밴드는 1970년에 계속해서 연주하면서 포드 이코놀린 밴을 타고 도로에서 300번 이상의 날짜를 공연했고 나중에 윈드 백이라는 별명을 가진 위네방고를 공연했다. 이 기간 동안, 이 그룹은 마약 중독으로 고군분투하기 시작했다. 이 형제를 제외한 그룹의 모든 사람들 또한 생계를 위해 고군분투하고 있었다(보컬리스트 그레그 올맨은 로열티 지급으로 더 많은 돈을 받았고 듀안은 세션 작업으로 더 많은 돈을 받았다). 한 사건에서, 투어 매니저 트윅스 린든은 밴드에게 돈을 지불하지 않았다는 이유로 프로모터를 찔러 죽였다. 그는 나중에 일시적인 정신 이상이라고 주장했다. 그들의 운명은 1971년에 접어들면서 바뀌기 시작했고, 이 때 밴드의 평균 수입은 두 배가 되었다.

## 발매 및 평가
| 전문가 평가                   | 전문가 평가 |
| 평가 점수                     | 평가 점수   |
| 출처                          | 점수        |
| ----------------------------- | ----------- |
| Allmusic                      | 5/별        |
| Robert Christgau              | B−          |
| Rolling Stone                 | 5/별        |
| Encyclopedia of Popular Music | [ 12 ]      |

《At Fillmore East》는 1971년 7월, 카프리콘 레코드에 의해 더블 음반으로 발매되었지만 LP 한 장으로 가격이 인하되었다. 애틀랜틱과 앳코는 처음에 더블 음반을 내는 것을 거부했는데, 제리 왁슬러는 "이 모든 잼을 보존하는 것이 우스꽝스럽다"고 느꼈다. 매니저 필 월든은 경영진들에게 그 밴드는 스튜디오 밴드가 아니며 라이브 공연이 그들에게 가장 중요하다고 설명했다. 이번 음반에는 모두 7곡이 바이닐로 된 4면에 걸쳐 수록곡은 총 7곡이다. 그 음반은 초기 판매 호조를 보였다. 그 밴드의 이전 음반들이 차트를 강타하는데 수개월이 걸렸지만, 그 음반은 며칠 만에 차트 상승하기 시작했다. 《At Fillmore East》는 빌보드 200 차트에서 13위로 정점을 찍었고, 그 해 10월에 미국 음반 산업 협회로부터 골드를 인증받았다. 이 음반은 이후 1992년 8월 25일에 플래티넘 인증을 받았다.
《롤링 스톤》의 조지 킴볼은 현대 리뷰에서 "올맨 브라더스는 《At Fillmore East》에서 멋진 순간들이 많았는데, 이번 라이브 더블 음반(올해 3월 12일과 13일 녹음)은 분명 모두 대표적일 것"이라며 "지난 5년 동안 이 밴드를 최고의 로큰롤 밴드로 꼽았다." 그때의 그레이트풀 데드에 대한 비교에 대해 "그들의 재료의 범위와 그들이 두 명의 드러머를 사용한다는 더 미미한 사실로 인해 내가 생각하기에 전성기에는 그레이트풀 데드와 비교가 불가피하게 되었다."라고 말했다.

## 곡 목록
| #  | 제목                    | 작사·작곡                                   | 재생 시간 |
| -- | ----------------------- | ------------------------------------------- | --------- |
| 1. | 〈Statesboro Blues〉    | 블라인드 윌리 맥텔                          | 4:08      |
| 2. | 〈Done Somebody Wrong〉 | 클라렌스 루이스, 바비 로빈슨, 엘모어 제임스 | 4:05      |
| 3. | 〈Stormy Monday〉       | T-본 워커                                   | 8:31      |

| #  | 제목                  | 작사·작곡 | 재생 시간 |
| -- | --------------------- | --------- | --------- |
| 1. | 〈You Don't Love Me〉 | 윌리 콥스 | 19:06     |

| #  | 제목                            | 작사·작곡                                                                       | 재생 시간 |
| -- | ------------------------------- | ------------------------------------------------------------------------------- | --------- |
| 1. | 〈Hot 'Lanta〉                  | 듀안 올맨, 그레그 올맨, 디키 베츠, 버치 트럭스, 베리 오클리, 자이 조하니 조한슨 | 5:10      |
| 2. | 〈In Memory of Elizabeth Reed〉 | 베츠                                                                            | 12:46     |

| #  | 제목              | 작사·작곡 | 재생 시간 |
| -- | ----------------- | --------- | --------- |
| 1. | 〈Whipping Post〉 | G. 올맨   | 22:40     |

## 인증
| 국가                                                            | 인증     | 판매량/출하량 |
| --------------------------------------------------------------- | -------- | ------------- |
| 영국 (BPI) 1998 release                                         | 실버     | 60,000        |
| 미국 (RIAA)                                                     | 플래티넘 | 1,000,000^    |
| ^출하량을 기반으로 한 인증 · 판매량+스트리밍을 기반으로 한 인증 |          |               |